# Euchlaena argyllaria
Euchlaena argyllaria är en fjärilsart som beskrevs av George Duryea Hulst 1896. Euchlaena argyllaria ingår i släktet Euchlaena och familjen mätare. Inga underarter finns listade i Catalogue of Life.